# Kotijske Alpe
Kotijske Alpe (francosko Alpes Cottiennes, italijansko Alpi Cozie) so gorovje v jugozahodnem delu Alp. Tvorijo mejo med Francijo (Hautes-Alpes in Savoie) in Italijo (Piemont). Cestni predor Fréjus in železniški predor Fréjus med naseljema Modane in Susa sta pomembni prometni povezavi med Francijo (Lyon, Grenoble) in Italijo (Torino).

## Etimologija
Ime Cottian prihaja od Marcusa Juliusa Cottiusa, kralja ligurskega plemena, ki je naseljevalo to gorato območje v 1. st. pr. n. št.. Ta plemena so najprej nasprotovala, kasneje pa sklenila mir z Julijem Cezarjem. Cottiusa je nasledil njegov sin, prav tako imenovan Marcus Julius Cottius, ki mu je naziv kralja podelil cesar Klavdij I..
Ob njegovi smrti je Neron aneksiral njegovo kraljestvo kot pokrajino Kotijske Alpe. 

## Zgodovina
Vek del srednjega veka so bila Kotijske Alpe razdeljene med Savojsko vojvodstvo, ki je imelo severni del in vzhodna pobočja ter  Daufinejo v času, ko je bila neodvisna od Francije. Daufineja je prav tako, poleg jugozahodnega pobočja območja (Briançon in Queyras, sedaj na francoski strani), obsegala zgornji del nekaterih dolin, kjer so bili pritoki reke Pad (Valle di Susa, dolino Chisone in Varaita). Alpsko ozemlje Daufineje, znano kot Escartons, je imelo omejeno avtonomijo in volilo svoj parlament.  To pol-avtonomno stanje je trajalo tudi po priključitvi Daufineje k Franciji (1349) in je bilo odpravljeno šele leta 1713 v skladu s pogodbo iz Utrechta, ki je dodelila Savojcem vse gorato območje na vzhodni strani Kotijskih Alp. 
Po pogodbi podpisani v Torinu marca 1860 (Torinski mir) in sta Nica in Savoy pripadla Franciji, so severozahodna pobočja območju postala del Francoske republike. 
Dve vzhodni dolini Pellice in Germanasca sta bili že stoletja neke vrste zatočišče za Valdenze, krščansko gibanje, ki ga je ustanovil Peter Waldo in ki je bilo preganjano kot heretično od 12. stoletja dalje. 

## Geografija
Upravno območje je razdeljeno med italijanski pokrajini Cuneo in Torino (vzhodna pobočja) in francoske departmaje Savoie, Hautes-Alpes, in Alpes-de-Haute-Provence (zahodna pobočja).
Kotijske Alpe drenirata reki Durance in Arc in njuni pritoki na francoski strani in Dora Riparia in drugi pritoki reke Pad na italijanski strani.

### Meje
Meje Kotijskih Alp (v smeri urinega kazalca):
- prelaz Maddalena na jug, povezuje Kotijske Alpe s  Primôrskimi Alpami  (Maritimske Alpe);
- dolina Ubayette, dolina Ubaye, jezero Serre-Ponçon, visoki dolini Durance in Guisane na jugozahodu;
- Col du Galibier na zahodu, povezuje Kotijske Alpe z  Dofinejskimi Alpami;
- dolina Valloirette, dolina Maurienne in potok Chardoux na severozahodu;
- prelaz Mont Cenis na severu, ki povezuje Kotijske Alpe s Savojskimi Alpami včasih  Grajiške Alpe;
- jezero Mont Cenis, dolina Cenischia, dolina reke Dora Riparia, Padska nižina in dolina Varaita na vzhodu.

## Vrhovi
Glavni vrhovi v Kotijskih Alpah so:
| ime                    | metri | ime                    | metri | ime                     | metri |  |
| ---------------------- | ----- | ---------------------- | ----- | ----------------------- | ----- |  |
| Monte Viso             | 3841  | Viso di Vallante       | 3672  | Aiguille de Scolette    | 3506  |  |
| Aiguille de Chambeyron | 3412  | Brec de Chambeyron     | 3388  | Pics de la Font Sancte  | 3387  |  |
| Rognosa d'Etiache      | 3385  | Dents d'Ambin          | 3382  | Punta Ferrand           | 3364  |  |
| Visolotto              | 3353  | Bric de Rubren         | 3340  | Punta Sommeiller        | 3333  |  |
| Pic de Rochebrune      | 3320  | Bric Froid             | 3302  | Grand Glaiza            | 3286  |  |
| Rognosa di Sestriere   | 3280  | Panestrel              | 3253  | Roche du Grand Galibier | 3242  |  |
| Peou Roc               | 3231  | Rocca Bernauda         | 3225  | Pic du Pelvat           | 3218  |  |
| Pointe Haute de Mary   | 3212  | Pain de Sucre          | 3208  | Pic du Thabor           | 3207  |  |
| Pointe des Cerces      | 3180  | Mont Thabor            | 3180  | Tete des Toillies       | 3179  |  |
| Monte Granero          | 3170  | Monte Platasse         | 3149  | Rocce del Rouit         | 3145  |  |
| Mont Chaberton         | 3130  | Tete de Moyse          | 3110  | Punta Bagnà             | 3129  |  |
| Monte Meidassa         | 3105  | Pelvo d'Elva           | 3064  | Rocca Bianca            | 3059  |  |
| Monte Albergian        | 3041  | Bric Ghinivert         | 3037  | Monte Barifreddo        | 3028  |  |
| Monte Politri          | 3026  | Pic Caramantran        | 3025  | Bric Bouchet            | 2998  |  |
| Pointe du Fréjus       | 2934  | Pointe des Marcelettes | 2909  | Pic du Malrif           | 2906  |  |
| Monte Orsiera          | 2890  | Punta Cournour         | 2868  | Monte Friolànd          | 2738  |  |

## Prelazi
Glavni gorski prelazi in prevali so:
| ime                                   | lokacija                       | tip kot 1911     | višina (m) |
| ------------------------------------- | ------------------------------ | ---------------- | ---------- |
| Col Sommeiller                        | Bardonecchia v Bramans         | zasnežen         | 2962       |
| Col de la Traversette                 | Crissolo v Abriès              | konjska pot      | 2950       |
| Col d'Ambin                           | Exilles v Bramans              | zasnežen         | 2854       |
| Col de St Veran                       | Valle Varaita v dolino Queyras | pešpot           | 2844       |
| Col du Parpaillon                     | dolina Ubaye v dolino Queyras  | pešpot           | 2780       |
| Col d'Étache                          | Bardonecchia v Bramans         | konjska pot      | 2787       |
| Col Agnel                             | Valle Varaita v dolino Queyras | cesta            | 2744       |
| Col Girardin                          | dolina Ubaye v dolino Queyras  | konjska pot      | 2699       |
| Col de Sautron                        | dolina Maira v Barcelonnette   | konjska pot      | 2689       |
| Col de Longet                         | dolina Ubaye v Valle Varaita   | konjska pot      | 2672       |
| Col de Mary                           | dolina Ubaye v Valle Maira     | konjska pot      | 2654       |
| Col d'Abriès                          | Perosa to Abriès               | konjska pot      | 2650       |
| Col de la Roue                        | Bardonecchia v Modane          | konjska pot      | 2566       |
| Col du Fréjus                         | Bardonecchia v Modane          | makadamska cesta | 2542       |
| Col de Clapier                        | Bramans v Suso                 | konjska pot      | 2491       |
| Col d'Izoard                          | Briançon v dolino Queyras      | cesta            | 2388       |
| Col de la Croix ali Colle della Croce | Torre Pellice v Abriès         | konjska pot      | 2299       |
| Petit Mont Cenis                      | Bramans na planoto Mont Cenis  | konjska pot      | 2184       |
| Col de Vars                           | dolina Ubaye v dolino Queyras  | cesta            | 2115       |
| Col de Mont Cenis                     | Lanslebourg v Suso             | cesta            | 2101       |
| Colle Sestriere                       | Pinerolo v Cesana Torinese     | cesta            | 2021       |
| Col de Larche/Maddalena Pass          | dolina Ubaye v dolino Stura    | cesta            | 1991       |
| Col de Montgenèvre                    | Briançon v Suso                | cesta            | 1854       |
| Col de l'Échelle                      | Briançon v Bardonecchia        | cesta            | 1760       |
| Col de la Vallée Étroite              | Briançon v Modane              | pešpot           | 2445       |

## Turizem

### Pohodne poti

#### Grande Traversata delle Alpi
Tudi preko Kotijskih Alp poteka italijanska tranverzalna pešpot Grande Traversata delle Alpi (GTA), ki temelji na starih kmečkih in konjskih poteh in je dolga okoli 1000 km. Prehoditi se jo da v 65 etapah.

#### Via Alpina
Via Alpina je novejša pohodniška čezmejna tranverzalna pešpoti po celotnem alpskem loku in poteka od Trsta do Monaka in ima več različic. Modra različica v 19 etapah preči tudi Kotijske Alpe.

## Zemljevidi
- Italian official cartography (Istituto Geografico Militare - IGM); on-line version: www.pcn.minambiente.it
- French official cartography (Institut Géographique National - IGN); on-line version: www.geoportail.fr